# 美しきイタリア・私の家 (映画)
『美しきイタリア・私の家 - ウンブリアの私の家で』（My House in Umbria）は、ウィリアム・トレヴァー原作の同名小説をリチャード・ロンクレイン監督が映画化した作品。2003年5月に全米テレビ公開。
翌年のエミー賞に9部門で候補となり、マギー・スミスがテレビ映画部門の主演女優賞を受賞した。
プライムタイム・エミー賞 作品賞 (テレビ映画部門)にノミネートされた。

## ストーリー
イタリア、ウンブリア地方の農村風景。おしゃれな老婦人エミリー・デラハンティがクウィンティの運転する車で小さな駅に送り届けられる。ミラノへ買い物に行く予定のエミリーが発車直前の列車に乗り込む。エミリーは8人がけのコンパートメント219番を探し当て、窓際に座っていた少女に自分の席を空けてもらう。コンパートメント内には若いドイツ人男性（ヴェルナー）と恋人、少女エイミーと両親の3人家族、老人（ジェネラル）とその娘、そしてエミリーの8人。
少女エイミーが窓際に立って外の景色を眺めているときにコンパートメント内で爆発がある。エミリーは病院で目覚め、クウィンティから爆発のことを聞く。少女の両親、ジェネラルの娘、ドイツ人青年の恋人は爆発で亡くなっていた。ジロッティ警部が病院を訪れる。警察は爆発事件解明まで生存者たちがイタリアに滞在してもらうことを望んでいるとエミリーはクウィンティに言い、エミリーは全員を自分の家に招待する。
エミリーの家のことをクウィンティはジロッティ警部に「ホテルとは違うが、ホテルに部屋をとれなかった人が宿泊できる家」という説明をする。新しい住人たちは毎日一緒に過ごし、事件以来失語症になっていた少女エイミーも次第に新しい住人やエミリーの家で働く人たちになつく。エミリーもエイミーをいとしく思う。そこへ彼女の母のきょうだいだというアメリカ人、トーマス・リヴァースミスが現れる。

## キャスト
- マギー・スミス - エミリー・デラハンティ、イギリス人の恋愛小説家
- ティモシー・スポール - クウィンティ、（エミリーの片腕、秘書、庭師、執事など何でもこなす）
- エミー・クラーク - 少女エイミー
- ベンノ・フユルマン - ドイツ人青年ヴェルナー
- ロニー・バーカー - ジェネラル（軍人の称号・大将）と呼ばれる老人
- ジャンカルロ・ジャンニーニ - ジロッティ警部
- クリス・クーパー - トーマス・リヴァースミス（エミリーの母方の「おじ」）
- リベロ・デ・リエンツォ - ドクター・イノチェンティ（病院の精神科医、後にエミリー宅に少女エイミーを往診に来る）